# 百済三書
百済三書（くだらさんしょ）は、『百済記（くだらき）』・『百済新撰（くだらしんせん）』・『百済本記（くだらほんき）』の3書の総称（以下「三書」と略記する）。いずれも百済の歴史を記録した歴史書で、現在には伝わっていない逸書であるが、一部（逸文）が『日本書紀』にのみ引用されて残されている。
なお、『百済本記』と、『三国史記』に収められた「百済本紀」とは異なる。

## 内容
『日本書紀』に引用されている逸文からわかる範囲では、近肖古王から威徳王の15代にわたる200年近い歴史の記録が記されている。古い記録を扱っている方から順に『百済記』、『百済新撰』、『百済本記』となる。井上光貞は『百済記』は物語風の叙述が主で、『百済新撰』は編年体風の史書、『百済本記』は純然たる編年体史であったと推定している。人名も多く載っており、その中には『百済記』に見える職麻那加比跪（しくまなかひこ）を千熊長彦に、沙至比跪（さちひこ）を葛城襲津彦にというように、『日本書紀』編者によって日本側の史料に現れる人物に比定される者もいる。

## 成立
三書は『日本書紀』内に唯一逸文が伝わるのみなので、成立過程は判然としない。
今西竜は、百済における文字の記録は、第13代近肖古王の時代から始まったとする。『三国史記』百済本紀の近肖古王30年（375年）7月の条に「百済は開国以来文字で記録を残していなかったが、博士高興によってはじめて記録を始めた」との記述があるからである。
三品彰英は、『百済記』が近肖古王を単に肖古王と記し、第14代近仇首王を貴須王を記しているのは、第5代肖古王や第6代仇首王がのちに創作追加されたため、それらと区別するために「近」を付加したのであり、『日本書紀』に見える百済王系図のほうが『三国史記』のそれより信頼できるとする。
また、今西は三書は日本朝廷に差し出す為めに百済人が書いたもので百済本記は推古天皇28年(620年）に成立したとしている。
三品は『百済記』は推古天皇の時代（6世紀末から7世紀前葉）に成立したとしている。
井上光貞は、660年の百済滅亡に、当時交流の盛んだった倭（日本）が大量の亡命者を受け入れたことで百済の記録も日本にもたらされ、これらを元に当時の知識人によって三書が編纂された可能性を指摘した。この説に従うと、三書の成立は663年から720年の間となる。
遠藤慶太は、『百済記』・『百済本記』の成立を7世紀前半に推定し、百済滅亡以前の欽明天皇期以降に倭の書記官を務めてきた田辺史などに祖先にあたる百済系渡来人のフミヒト（史）が自らの始祖伝承から倭国に仕えた経緯の記録と倭（日本）との関係を強調するために書いたとし、ひいては当時新羅の侵攻に悩まされてきた母国・百済救済を訴える意図も有していたとする。

## 『日本書紀』での引用
『日本書紀』で三書が明示的に引用されている個所は、『百済記』が5か所、『百済新撰』が3か所、『百済本記』が18か所である。逸文に見る引用には、「天皇」や「日本」など、後世の7世紀からようやく用いられるようになった言葉が現れていたり、日本のことを「貴国」と表現しているなど、およそ三書からの引用とは思えない箇所があることが津田左右吉によって指摘されており、『日本書紀』編者による潤色・改竄が行われていることは確実とされる。
しかし、継体天皇の崩年（崩御の年、527年?）については逆に、『百済本記』の記録を採用しているがために『日本書紀』の体裁がおかしくなっており、三書全部が『日本書紀』編者によって都合よく作り出されたものでもない。井上はこういったことを考慮して、三書は「その編成目的に日本関係を主眼とするなどの偏向があったとしても、それぞれ編纂者を異にした百済の史書とすべきであろう」としている。
紀年については、三書を引用した『日本書紀』(応神紀)と『三国史記』とが、干支で記述された年月と事績との対比から、記述された実年代とは干支の2周分(2運)、即ち120年ずれて一致することが本居宣長、那珂通世らによって指摘されている。井上はさらにその理由について、日本書紀の編纂者が古事記に崩年注記のない神功皇后を中国史に現れる卑弥呼に比定するためであったとしている。